# Plaza de Armas (métro de Santiago)
Plaza de Armas est une station des lignes 3 et 5 du métro de Santiago au Chili, située dans la commune de Santiago.

## Situation
Sur la ligne 3, la station se situe entre Puente Cal y Canto au nord, en direction de Los Libertadores, et Universidad de Chile au sud, en direction de Fernando Castillo Velasco.
Sur la ligne 5, elle se situe entre Santa Ana à l'ouest, en direction de Plaza de Maipú, et Bellas Artes à l'est, en direction de Vicente Valdés.
Elle est établie sous la place d'Armes dans le centre de Santiago.

## Historique
La station est ouverte le 4 mars 2000, lors de la mise en service du prolongement de la ligne 5 entre Baquedano et Santa Ana.
Le 22 janvier 2019, la ligne 3 est ouverte à la circulation, en correspondance avec la ligne 5.

## Service des voyageurs
La station comprend cinq accès dont deux sont équipés d'ascenseurs.

## Sites desservis
La station permet d'accéder aux monuments situés sur la place, comme la cathédrale métropolitaine, le Musée historique national et l'hôtel de ville.